# Marcel Román
Marcel Román, vollständiger Name Marcel Nicolás Román Núñez, (* 7. Februar 1988 in Montevideo) ist ein uruguayischer ehemaliger Fußballspieler.

## Karriere

### Verein
Der 1,75 Meter große Mittelfeldakteur Román gehörte zu Beginn seiner Karriere von Mitte 2005 bis Ende 2006 der Reserve (Formativas) des uruguayischen Erstligisten Danubio FC an. Ab der Clausura 2007 spielte er dann für die Profimannschaft, mit dem er in der Saison 2006/07 unter Trainer Gustavo Matosas den Landesmeistertitel gewann. Dazu trug er in jener Halbserie mit einem Tor bei zehn Einsätzen in der Primera División bei. Es folgten sechs weitere Erstligaeinsätze (kein Tor) in der Apertura 2007. Anschließend verließ er den Klub und absolvierte in der Clausura 2008 zwölf Erstligabegegnungen (kein Tor) für den Club Atlético Peñarol. Ende August 2008 verpflichtete ihn der italienische Erstligist CFC Genua. Bei den Hafenstädtern kam er jedoch nur zu einem Kurzeinsatz in der Serie A und wurde Mitte Januar 2009 an den Zweitligisten Frosinone Calcio ausgeliehen. Auch dort spielte er lediglich die zweite Halbzeit einer Ligapartie in der Serie B. Anfang September 2009 folgte ein weiteres Leihgeschäft des CFC Genua. Aufnehmender Verein war dieses Mal sein vormaliger Klub Peñarol. Bei dieser Karrierestation in seiner Geburtsstadt Montevideo bestritt er 18 Erstligaspiele, schoss ein Tor und wurde am Saisonende zum zweiten Mal Uruguayischer Meister. Nach Ablauf der Leihe verblieb er jedoch erneut nicht beim CFC Genua. Anfang September 2010 lieh der griechische Erstligaverein Iraklis Saloniki Román aus. Am Ende der Spielzeit 2010/11 standen jedoch nur drei torlose Kurzeinsätze in der Super League für ihn zu Buche. Mitte August 2011 kehrte er ein weiteres Mal auf Leihbasis nach Uruguay zurück und lief in der Saison 2011/12 in sieben Erstligapartien für den Club Atlético Cerro auf.
Während seiner Zeit beim Club Atlético Cerro wurde er wegen Beteiligung an einer Schlägerei anlässlich der am 6. Mai 2012 ausgetragenen Erstliga-Begegnung zwischen seinem Klub und dem Cerro Largo FC im Juli 2012 gemeinsam mit insgesamt zehn weiteren Profifußballern von der uruguayischen Justiz angeklagt. Dies waren Pablo Bentancur, Andrés Ravecca, Mathías Rolero, Marcos Otegui, Gustavo Varela, César Faletti, Óscar Morales, Gonzalo Viera, Emiliano García und Carlos Figueredo. Gegen Washington Camacho richtete sich in diesem Zusammenhang zudem eine Anklage wegen Körperverletzung.
Mitte Februar 2013 wechselte er von Genua endgültig zurück nach Uruguay und schloss sich dem Erstligateam Bella Vistas an. Neunmal (kein Tor) wirkte er bei den Montevideanern in der Clausura 2013 in der Primera División mit und stieg mit der Mannschaft am Saisonende ab. Anfang Juli 2013 folgte ein Engagement bei El Tanque Sisley. Ohne ein Pflichtspiel für Klub absolviert zu haben, schloss er sich bereits in der zweiten Augusthälfte jenes Jahres dem italienischen Drittligisten AC Prato an. In der Saison 2013/14 bestritt er bei den Italienern 29 Ligabegegnungen in der Serie C1 und traf einmal ins gegnerische Tor. Ende August 2014 band er sich an den uruguayischen Erstligaaufsteiger Rampla Juniors. Am Ende der Spielzeit 2014/15, in der er 25-mal (kein Tor) in der Liga eingesetzt wurde, konnte sein Team den Klassenverbleib jedoch nicht sicherstellen und traf in der Folgesaison in der Segunda División an. Dort lief Román in der Apertura 2015 neunmal (kein Tor) auf. Ab Anfang Februar 2016 setzte er seine Karriere in Bolivien bei Oriente Petrolero fort. Bislang (Stand: 15. Juli 2017) absolvierte er bei den Bolivianern 59 Erstligaspiele (ein Tor), eine Partie (kein Tor) in der Copa Libertadores 2016 und drei (kein Tor) in der Copa Sudamericana 2017.

### Nationalmannschaft
Román war Mitglied der von Gustavo Ferrín trainierten U-17-Auswahl Uruguays. Mit dieser nahm er an der U-17-Südamerikameisterschaft 2005 in Venezuela teil und wurde Vize-Südamerikameister. In den Gruppenspielen gegen Peru und Chile erzielte er dort jeweils einen Treffer. Bei der U-17-Weltmeisterschaft 2005 stand er ebenfalls im uruguayischen Kader. Im Verlaufe des WM-Turniers bestritt er drei Länderspiele (kein Tor). Später wurde er auch in die uruguayische U-20-Nationalmannschaft berufen und gehörte den Aufgeboten bei der U-20-Südamerikameisterschaft 2007 und bei der U-20-Weltmeisterschaft 2007 an. Im WM-Turnier lief er in vier Begegnungen (kein Tor) auf.

### Erfolge
- U-17-Vize-Südamerikameister: 2005
- Uruguayischer Meister: 2006/07, 2009/10